# Långt s

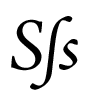
Bokstaven s som versal (S) samt som gemen i lång och rund variant (ſ och s), i kursiv.

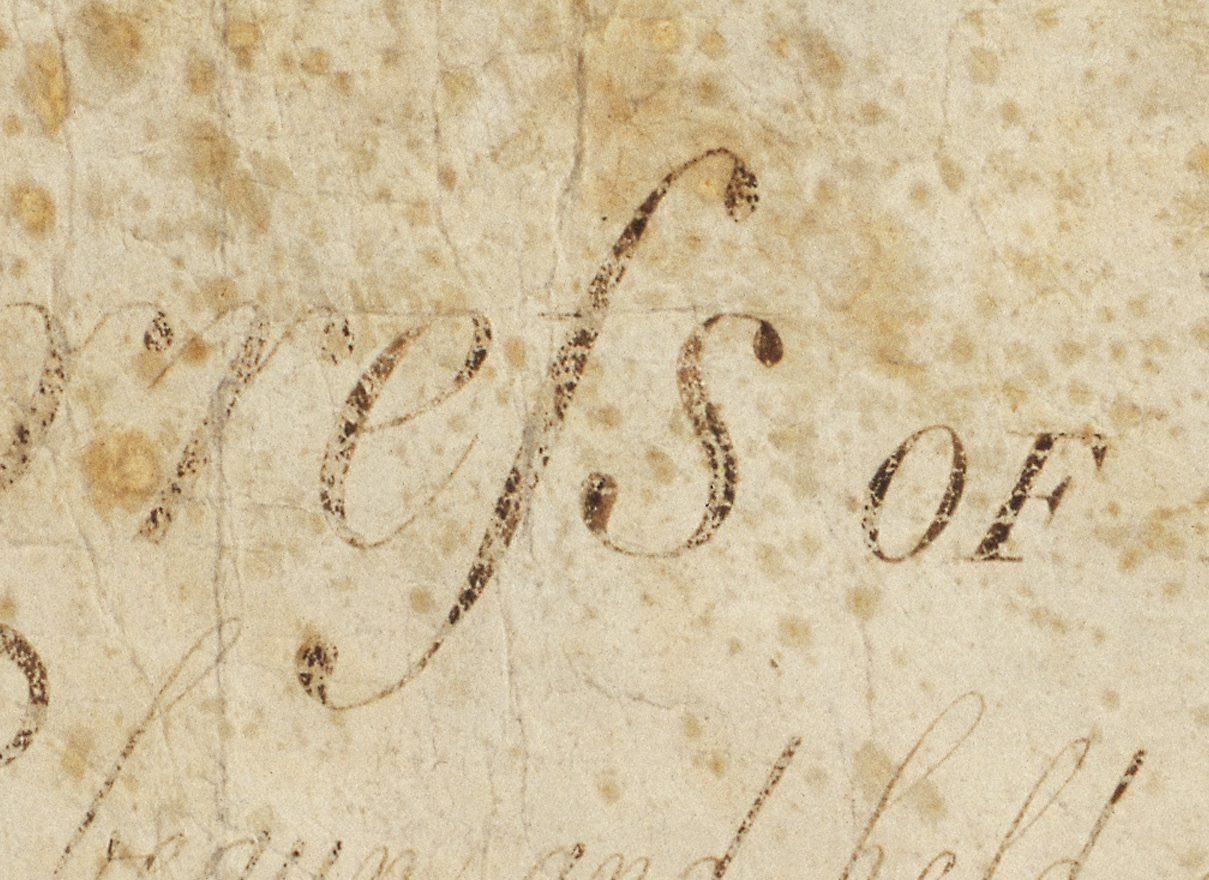
Ett kursivt långt s från United States Bill of Rights från 1791.

Långt s, ſ, är en variant av den gemena formen på bokstaven s. Användningen har skiftat något mellan olika perioder och språk. Vanligen har långt s använts i början och i mitten av ord eller ordled, medan runt (kort) s har använts som sista bokstav. Användningen av långt s har allmänt gått ur bruk, men formen finns kvar i tecknet för dubbelt s och i det matematiska tecknet för integral.

## Användning av tecknet
Långt s var den vanliga gemenformen sedan romarna började skriva. I modern svensk typografi används tecknet inte längre, men kan ses i äldre tryckta böcker och i äldre handskrivna texter. Tecknet började falla ur bruk kring sekelskiftet 1800, men levde kvar under hela 1800-talet t ex i namnteckningar, medan det i Tyskland levde kvar längre. Där valde man under 1800-talet att övergå till runt s i antikvateckensnitt och behålla det i frakturteckensnitt. Under andra världskriget förknippades frakturstilen negativt med Tyskland, och efter att Hitler gett order om att förbjuda frakturteckensnitt, då de plötsligt sågs som "judiska", försvann dessa snabbt, vilket gjorde att ſ försvann än snabbare.
Tecknet kan i modern tid ibland ses i vissa dagstidningars logotyper, till exempel norska Aftenposten. Formen syns även på vissa skyltar där man vill ge ett gammalmodigt intryck, inte minst i Tyskland. I dessa fall används frakturteckensnitt.
Inom matematiken lever en kursiv variant av tecknet vidare i form av integraltecknet, ∫, där det långa s:et står för summa då integralen av en funktion kan ses som gränsvärdet av summan av areor av rätblock som får plats under funktionskurvan då antalet rätblock går mot oändligheten. Man skriver vanligtvis
{\displaystyle \int _{a}^{b}f} eller {\displaystyle \int _{a}^{b}f(x)dx}
för integralen av funktionen f mellan punkterna a och b.
Ligaturen ß (Eszett), som används i tyskan som ersättning för "ss" i ord som Straße, är en kombination av det långa s:et och ett gement runt s (alternativt gement z).

## Datateknik
Långa s ſ har Unicode-kod U+017F (383) (Latin small letter long s).
Integral ∫ har fått en egen representation U+222B (8747).
De finns inte med i någon av de äldre kodningar som har 1 byte per tecken.

## Galleri

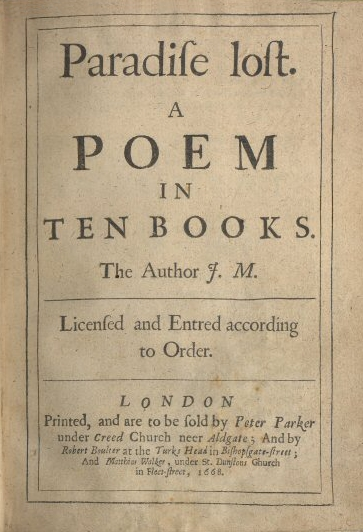
Användandet av långt s på titelsidan i John Miltons Det förlorade paradiset (1667).
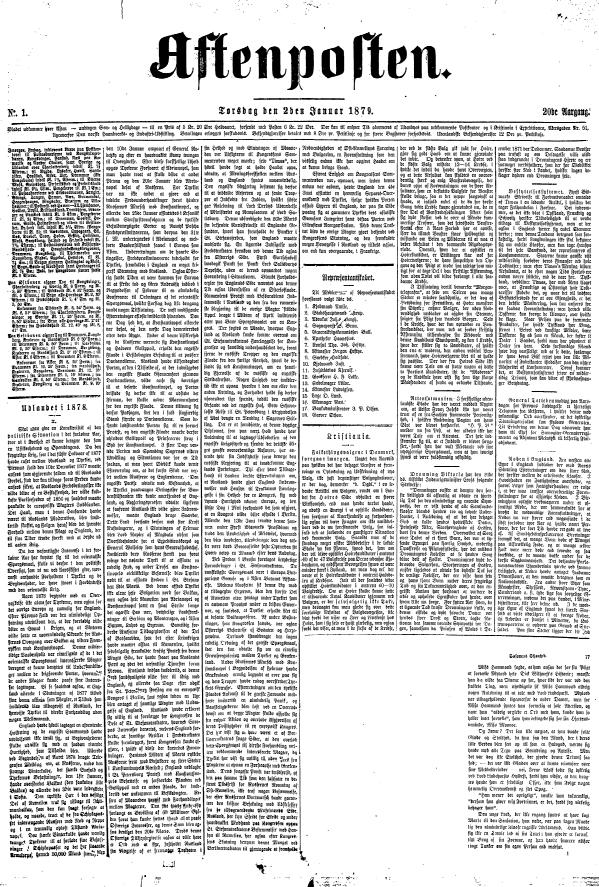
I frakturtext används det långa s:et, som här i den norska tidningen Aftenpostens logotyp, som i stort sett är likadan fortfarande.
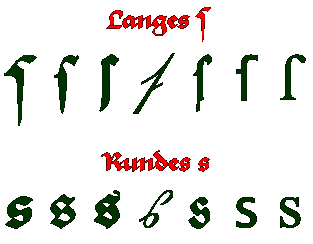
Jämförelse i olika typsnitt av långt s "ſ" och runt "s".